# Dyrehave (Slesvig)
 For alternative betydninger, se Dyrehave. (Se også artikler, som begynder med Dyrehave)
Dyrehaven (også Gottorp Dyrehave, tysk Schleswiger Tiergarten) er et skovområde beliggende vest for byen Slesvig i Sydslesvig i det nordlige Tyskland. 

## Beskrivelse
Skoven er samen med Pøl Hegn en del af et større sammenhængende naturområde, der har stor rekreativ og kulturhistorisk betydning. Den består overvejende af løvskov med træsorter som eg og birk, men der er også åbne mosearealer, åer, et lille vandfald og stejle stier såsom Vikledal (Wickeltal). Skoven krysses fra sydvest af Kolonnevejen, der blev anlagt af danske ingeniører før 1864 og skulle tjene et direkte tilbagetog fra Dannevirke udenom Slesvig by ud til Flensborgvej. Mod sydøst går skoven over i den botanisk værdifulde Nyværkave som Gottorps barokhave. Dyrehaven var i 1700-tallet Gottorphertugers jagtdistrikt. 
Under Slaget ved Slesvig d. 23. april 1848 - det andet slag under 1. Slesvigske Krig - kom det i Dyrehaven og Pøl Hegn til flere sammenstød mellem danske og tyske soldater. 
Skoven rummer et 96 hektar stort Natura 2000- og habitatområde (FFH-Gebiet) (1423-302 Tiergarten) og  er en del af Naturpark Slien 

## Spøgelseshistorie
Ifølge  folkelegenden blev Abels lig - efter at han som genganger skulle have forstyrret gudstjenesterne i Slotskirken - flyttet fra Gottorp Slot til et sumpet skovområde i den sydøstlige del af Dyrehaven ved Kroen ved Stampemøllen, hvor liget blev nedsænket og fik rammet en pæl igennem sig. Op til vore dage skal han spøge som deltager i den vilde jagt som straf for mordet på sin broder Erik Plovpenning. I skoven står der i dag (dog ikke på det originale sted) en mindesten med indskriften Abels Grab 1252 (Abels grav 1252). Det oprindelige gravsted skal endnu i 1700-tallet have været markeret ved en pæl .

## Billeder
- Kongeallén
- Det tidligere danske garnisonslazaret fra 1851 (Pauligård)
- Sten med Frederik 5.'s monogram
- Den gamle vold
- Vikledalen (Wickeltal)
- Abels grav
- Stampemøllen i skovens sydlige del

## Literattur
- Christian Jensen: Schleswig und Umgebung. Ein Führer nebst Plan der Stadt und des Gehölzes, Slesvig 1905